# Herlingsberger Krieg
Der Herlingsberger Krieg war in den 1290er Jahren eine bewaffnete Auseinandersetzung zwischen dem Hochstift Hildesheim und Herzog Heinrich dem Wunderlichen jeweilig mit Verbündeten.

## Vorgeschichte
Heinrich der Wunderliche besaß die Harliburg. Der Burgbesatzung wurde die mangelhafte Sicherheit der Straße zwischen Goslar und Hildesheim angelastet. Daher verlangte die hildesheimische Seite unter Bischof Siegfried II. von Querfurt die Übergabe oder den Verkauf der Burg und wandte sich nach Heinrichs Ablehnung zwecks Unterstützung unter Hinweis auf den 1290 in Erfurt beschlossenen Landfrieden an die regionalen Landstände.

## Ablauf
Im Mai 1291 begann der Angriff auf die Harliburg. Sie hielt zunächst stand. Am 7. August bezogen außer Bischof Siegfried II. auch Erich von Brandenburg, Albrecht II. (Braunschweig-Wolfenbüttel-Göttingen), Wilhelm I. (Braunschweig), Graf von Falkenstein (Harzgrafen) sowie zahlreiche Ritter vor der Burg Stellung, verteilt auf fünf Lager. Zum Entsatz der Burg zog Heinrich der Wunderliche Truppen aus Landgrafschaft Thüringen, Hochstift Meißen, Landgrafschaft Hessen, Erzstift und Herzogtum Bremen und Hochstift und Herzogtum Verden heran. Der Entsatz misslang und Herzog Heinrich wurde am 16. August geschlagen, es gab zahlreiche Opfer und auch Gefangene. Die Harliburg wurde am 17. August erobert.

## Folgen
Die Harliburg wurde einer Schleifung unterzogen. Bischof Siegfried II. zog das herzogliche Gericht Bocla ein und ließ die Liebenburg bauen. Wenig später eroberten Heinrich der Wunderliche und Albrecht II. die Liebenburg. Daraufhin stellte Bischof Siegfried II. einen großen Verband zum Entsatz der Burg zusammen. Daher flohen Heinrich und Albrecht II. unter Zurücklassung ihrer Waffen. Sie stellten ihrerseits neue Truppen auf und ließen die Burg Löwental bei Ölsburg errichten. Als Gegenburg ließ Bischof Siegfried II. umgehend in der Nähe die Papenburg bauen. Er besetzte diese mit derart starker Mannschaft, dass die Burg Löwental schließlich eingenommen werden konnte. Der Bischof ließ nun die beiden neuen Burgen wieder abreißen. Noch im gleichen Jahr ließ Otto II. (Braunschweig-Lüneburg) die Burg Calenberg zur Festung erweitern. Den Ort sah der Bischof als zum Hochstift Hildesheim gehörig an und belagerte die Burg. Otto II. zog ein großes Heer zusammen, zu dem u. a. Heinrich der Wunderliche, Albrecht II., Otto IV. (Brandenburg), Hermann gehörten. Das Heer eroberte die Festungen in Oberg und Stederdorf und griff von dort das Hochstift an. Bischof Siegfried II. stellte seinerseits ein Heer zusammen, diesmal bestehend aus Söldnern und Knappen. Es kam zu mehreren Gefechten, in denen er jeweils siegte. Das Heer des Hochstifts unternahm nun seinerseits Feldzüge in gegnerisches Gebiet. Dabei eroberten sie die Festungen der Herzöge in Uslar, Gieboldehausen und Echte. Letztlich schlossen Albrecht II. und Otto II. mit Siegfried II. Frieden. Es wurde vereinbart, die Festungen Oberg und Stederdorf zu zerstören und die Burg Calenberg zu erhalten. Heinrich der Wunderliche dagegen setzte seinen Feldzug fort und ließ die Mosburg nahe dem Gericht Bocla bauen. Der Bischof eroberte und zerstörte diese Burg, wie auch die Burg derer von Werder, die mit Heinrich verbündet waren. Auch die mit Heinrich verbündete Burg Schladen ließ er belagern und kaufte für 950 Mark die Burg in Wallmoden, um sie als Gegenburg zur Burg Lutter zu nutzen. Somit musste auch Heinrich der Wunderliche in den Frieden einlenken.

## Herlingsberga
Heinrich Rosla, ein Zeuge der Ereignisse, vermutlich Mönch des Klosters Walkenried, verfasste bald nach den Kämpfen ein lateinisches Epos von homerischem Pathos in 477 Hexametern, das später Herlingsberga betitelt wurde.